# Pałac we Włosieniu Dolnym

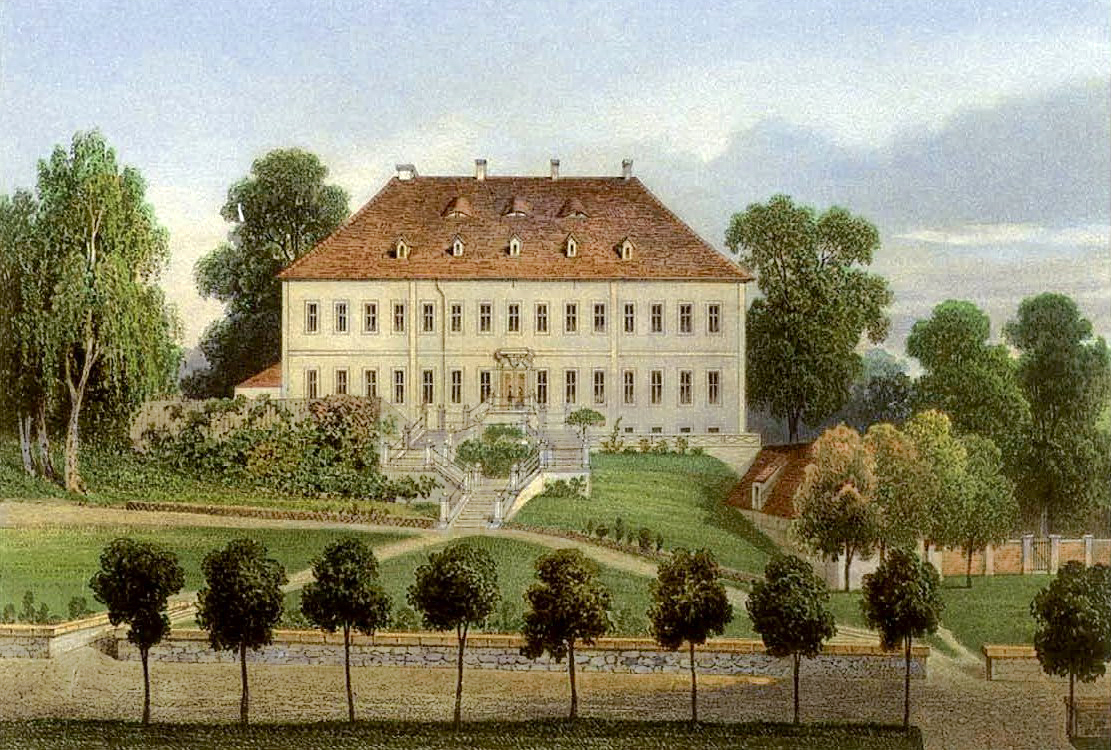
Pałac w drugiej połowie XIX wieku

Pałac we Włosieniu Dolnym – zabytkowy pałac we wsi Włosień (województwo dolnośląskie) w Polsce, w powiecie lubańskim, w gminie Platerówka.

## Historia
Pałac został wzniesiony w latach 1715–1720, w 1880 roku został przebudowany. Po 1945 roku w budynku pałacu ulokowano szkołę rolniczą, a w zabudowaniach gospodarczych państwowe gospodarstwo rolne. W latach 1976–1978 budynek został wyremontowany, a następnie urządzono w nim hotel. W 1979 roku w obiekcie wybuchł pożar, w wyniku którego pałac spłonął i nie został już odbudowany. Po 1979 roku nadal były wykorzystywane przez PGR zabudowania folwarczne, które po likwidacji przedsiębiorstwa popadły w ruinę.

W 2001 roku nieruchomość została kupiona przez prywatnego inwestora, który planuje odbudowę pałacu i utworzenie w nim hotelu. Do 2017 roku zrewitalizowano parki znajdujące się na terenie kompleksu i oczyszczono ruiny.

## Architektura
Pałac jest trzykondygnacyjną budowlą wzniesioną na planie wydłużonego prostokąta. Budynek o kubaturze około 4 000 m³ jest umiejscowiony na rozległym tarasie, ograniczonym kamiennym murem z basztami. Przed pałacem znajdują się dwie murowane okazałe oficyny gospodarcze, pochodzące z XVIII/XIX wieku, a pomiędzy nimi ulokowano wjazd przez most, przy którym stoi wieżyczka. Za pałacem znajduje się park pochodzący z XVIII wieku.   